# Dany Gignoux
Pour les articles homonymes, voir Gignoux.
 (11 août 2025).
Le texte peut changer fréquemment, n’est peut-être pas à jour et peut manquer de recul. N’hésitez pas à participer, en veillant à citer vos sources.
Danielle Gignoux dite Dany Gignoux, née le 27 mai 1944 à Genève et morte le 11 août 2025 à Plan-les-Ouates, est une photographe et reporter suisse.

## Biographie

### Formations, emplois et premiers voyages
Dany Gignoux est née à Genève et elle y fait ses études primaires et secondaires. Entre 1962 et 1966, elle étudie à l’École de langues (allemand et anglais) afin de pouvoir partir voyager et elle réalise quelques séjours à l’étranger. En 1966, elle découvre la photographie lors de cours du soir chez Migros Loisirs.
En 1967, elle est employée au service d’information de la Ligue des Sociétés de la Croix Rouge (actuelle Fédération internationale des sociétés de la Croix-Rouge et du Croissant-Rouge) où elle classe des clichés photos. Elle achète son premier appareil photographique, un Pentax.
En 1968 elle rencontre le photographe suisse Max Edwin Vaterlaus. Il lui prête son laboratoire pour développer des photographies ce qui incite et décide Dany Gignoux à devenir photo-reporter. Max Vaterlaus (1921-2004) deviendra son compagnon.
Entre 1968 et 1973, en parallèle à des travaux alimentaires, elle commence à suivre l’actualité, elle travaille comme pigiste et elle réalise des photographies pour les agences AGIP (Paris), Scope (Lausanne) et Bruell Press Bild (Zurich) spécialisée dans le sport.
En 1973, elle achète sa première voiture, une Citroën 2 CV, avec laquelle elle va voyager de la Scandinavie au Portugal. À cette  époque, elle est invitée de presse et elle survole en avion le Zaïre, elle se rend aussi au Sénégal et en Amérique du Sud.

### Journalisme et reportages
En 1972, elle suit les préparatifs et le départ depuis l’Ile de Wight des courses de grands voiliers, les Tall Ships’Races. En 1973, elle suit à Rio de Janeiro un entraînement pour la dernière étape des voiliers concurrents de la première édition de The Ocean Race. Elle entame une collaboration avec l’agence photographique de presse française Gamma.
Entre 1976 et 1981, elle entreprend des reportages photographiques sur la religion et les cafés du Portugal, de Madrid, de Barcelone et du centre de l’Espagne, sur le CERN (Organisation européenne pour la recherche nucléaire) dont le siège est à Meyrin (Suisse) et sur le nucléaire en Allemagne. Elle enquête également sur la musique folklorique et  populaire en Suisse, le spiritisme au Brésil, la vie quotidienne et le ravitaillement durant l’hiver des phares et des balises de l’Île de Sein en Bretagne (France).
Entre 1981 et 1982, associée au journaliste de Maxime Châtenay, elle participe à des reportages pour le magazine L'Illustré. Elle réalise dans ce cadre des photographies sur les salles de concerts à Genève, sur le nouveau bâtiment de l'AMR (Association pour la musique improvisée), sur le carnaval de Bâle, sur les Africains à Genève et sur les vacances des Suisses en Italie.
En 1982, elle part en mission au Tchad pour le Comité international de la Croix-Rouge (CICR) et réalise un reportage sur la filière des émeraudes.
En 1983-1984, elle réalise des reportages sur les bistrots genevois, comme le Café Monney disparu en 1983, sur les motos Harley Davidson, sur les rites funéraires à Singapour et elle fait un séjour en Australie.
En 1985, elle est à nouveau en mission pour le CICR et elle part en Éthiopie où elle photographie les camps de réfugiés. Elle fait un voyage à New York. Ses photographies sont utilisées pour une campagne publicitaire de la marque de bière suisse Cardinal.
Entre 1986 et 1987, elle fait des reportages photos durant les tournages de la série en 18 épisodes intitulée "La Suisse au fil du temps" de la Radio Télévision Suisse, comme ceux sur la fête de la Saint-Martin, sur les bouchers ambulants et la boucherie traditionnelle dans le Bas-Valais Elle suit la tournée du musicien de jazz Gil Evans et du Big Band Lumière, puis du trompettiste Miles Davis. En 1988, elle fait des reportages sur les tambourinaires du Burundi et au Japon sur les tambours du collectif Kodō.
En 1989, elle suit la troupe ambulante de Mir Caravane pendant cinq semaines durant la tournée européenne. Elle vend des photographies pour un catalogue des montres Tudor et la revue Die Schweiz. À cette époque, elle vend également des clichés pour l'illustration de pochettes de disques ou les livrets intérieurs. Des cartes postales sont aussi éditées par News productions (Baulmes).
Elle expose dans différentes institutions telles que le Musée d'ethnographie de Genève, le Musée de l'Élysée à Lausanne, la Nikon-Galerie à Zurich, le Musée de Berthoud, la Galerie FNAC de Paris et des écoles romandes.
Tout au long de sa carrière de journaliste et photo-reporter, Dany Gignoux va contribuer et travailler pour les journaux genevois tels que le Journal de Genève, Le Temps, la Tribune de Genève, les journaux de la Suisse romande comme L'Hebdo, Le Nouveau Quotidien, Le Matin, L’Illustré, Le Nouvelliste, Walliser Bote, Le Confédéré, La Liberté et de la Suisse comme Du, la Weltwoche, la revue des Chemins de fer fédéraux suisses Die Schweiz = Suisse = Svizzera = Switzerland : offizielle Reisezeitschrift der Schweiz, Femmes suisses et le Mouvement féministe, La Lutte syndicale, la Gazette Swissair, les Cahiers d’ethnomusicologie, Vibrations, mais aussi des revues comme Nikon News, Swing Journal (Japon) Kodak Professional Time, le Nouvel Observateur (France), Der Spiegel (Allemagne), l’International Herald Tribune (États-Unis).

### Photographies de concerts et de musiciens
Dès 1974, amatrice de musique en général et passionnée de jazz en particulier, elle s’intéresse à la photographie de concerts et des musiciens. Elle se rend à des festivals à Genève comme le Festival de la Bâtie ou les manifestations organisées par l'AMR, en Suisse aux festivals Jazz in Willisau, Estival Jazz Lugano, Cully Jazz Festival. En France, elle se rend au Midem à Cannes, au Jazz à Juan (Juan-les-Pins), au Nice Jazz Festival, au Jazz in Marciac. Elle va aussi voir des concerts au club le New Morning à Paris, entre autres.
En parallèle, elle entretient des rapports privilégiés avec des festivals suisses. Elle va suivre le Montreux Jazz Festival dès 1974 et ses photographies sont utilisées par les organisateurs pour leurs publications. Elle couvre le festival le Paléo Festival Nyon depuis 1976 et ses photographies sont publiées dans les publications sur la manifestation. Une de ses photos est choisie pour l'affiche du festival de 1982.
Dès lors, elle va côtoyer la scène musicale mondiale, des artistes, des interprètes, des musiciens de jazz lors de concerts ou d'événements privés. Elle sera invitée et amenée à accompagner les artistes en tournée où elle réalise des photographies tant en noir-blanc qu’en couleurs. Elle suit Gil Evans en Italie dans sa tournée « on the road », les Tambourinaires du Burundi au Japon, David Murray à Cuba en 2001 pour l'enregistrement de l'album Now Is Another Time (en), mais encore l’Art Ensemble of Chicago ou Miles Davis.
Grâce à son réseau et ses relations privilégiées avec les artistes, elle va pouvoir photographier des centaines musiciens, tels que Chet Baker, Manu Dibango, Lionel Hampton, Keith Jarrett, Bob Dylan, Joan Baez, Dee-Dee Bridgewater, Ella Fitzgerald, les guitaristes Bo Diddley ou Chuck Berry, la chanteuse sud-africaine Miriam Makeba, le musicien brésilien Joao Gilberto, des artistes français comme le trompettiste Maurice André, Barbara, Serge Gainsbourg, Alain Bashung, Bernard Lavillers, le chanteur belge Arno etc. Des maisons de disques, des journaux, des revues vont utiliser les photographies qu’elle réalise pour des illustrations, des pochettes de disques, des reportages, des affiches, des journaux.
De son côté, elle réalise des ouvrages à compte d’auteur. Elle suit les tournées et le parcours de Dizzy Gillespie entre 1975 et 1993 et elle publie un livre sur lui en 1993. Il en va de même avec Claude Nougaro qu'elle suit et photographie entre 1975 et 2002 et qui sera l'objet d'une publication.
En 1984, elle est invitée à New York pour recevoir le deuxième prix décerné conjointement par Nikon News et la revue bâloise Jazz pour des photos. En 1988, le magazine Jazz Forum (en) (Varsovie) lui décerne le Grand prix pour la série Jazz sur Michel Petrucciani.
En 1997, Pro Helvetia publie dans la revue Passages ses photographies pour illustrer un numéro spécial sur la musique. Dany Gignoux y commente son travail de photographe « Malheureusement, il est de moins en moins possible de faire ce genre de photos aujourd'hui. Les groupes veulent contrôler absolument leur image - surtout ceux du rock et de variété - et ne laissent que peu de liberté aux photographes : ils ne les admettent que pendant deux ou trois morceaux, tous en même temps. [...] Le résultat, ce sont des dizaines de clichés tous semblables. » Cette intuition de la croissante difficulté pour les photographes d'accéder de près à leur sujet, ici les musiciens, est confirmée avec le temps. En 2015, le journaliste et photographe français Pascal Kober évoque cette même difficulté qu'il nomme "l'ultraréglementation du travail des photographes".
Elle travaille tout au long de sa carrière la photographie de scène, qui nécessite une concentration tant sur le sujet de la photographie (l'artiste) que sur les éléments qui l'entourent et qui peuvent être intégrés à la photographie.
Depuis les années 2008, elle ne fait plus de photographies à titre professionnel. L’atelier contenant son laboratoire, ses fonds photographiques, ses originaux, ses négatifs et ses archives personnelles et sa documentation a été maintenu par ses proches. En 2019, la Bibliothèque de Genève a acquis l'ensemble des fonds qui est maintenant conservé au Centre d’iconographie.

## Publications à titre d'auteur et de photographe
Non exhaustif, par ordre de parution
- Daniel Rossellat (texte) (photogr. Dany Gignoux), Nyon Folk Festival, Nyon, Paléo, 1981, 118 p.
- Marie Nora (texte) (photogr. Dany Gignoux), Ecouter la Suisse : à la découverte des musiques populaires, Lausanne, Mondo, 1989, 47 p. (ISBN 2881681166)[28]

- Dany Gignoux, Dizzy Gillespie, Kiel, Nieswand Verlag, 1993, 136 p. (ISBN 3926048603) : elle signe l’introduction de ce livre et il y a une photographie d’elle avec Dizzy Gillespie[29]
- Dany Gignoux, Dizzy Gillespie, Thônes, Editions du Choucas, 1995, 148 p. (ISBN 2909684067) : version française revue et complétée
- Hélène Nougaro (récits) (photogr. Dany Gignoux), Nougaro comme s'il y était..., Toulouse, Ed. Privat, 2007, 131 p. (ISBN 9782708917385)[30]

## Publications à titre de photographe
Non exhaustif, par ordre de parution
- Dany Gignoux, Max Vaterlaus et Gérard Zimmermann (photogr.) et Claude Depoisier (introd.), Genève = Genf = Geneva, Lausanne, Payot, 1975, 169 p. (ISBN 2601001674) :
- Ken Bernstein (texte) (photogr. Dany Gignoux), Madrid, Lausanne, Ed. Berlitz, coll. « Guide de voyage Berlitz », 1977, 128 p. : ses photographies sont publiées dans plusieurs éditions 1977, 1989, 1991
- Ken Bernstein (texte) (photogr. Dany Gignoux), Liboa, Lausanne, Ed. Berlitz, coll. « Berlitz Guia turistica », 1979, 128 p.: ses photographies sont publiées dans plusieurs éditions 1979, 1988, 1989, 1990
- Dany Gignoux Max (photogr.) et Fondation Simón I. Patiño (texte), 25 ans de formation universitaire pour le développement : le Centre universitaire Patiño, Genève, Fondation Simón I. Patiño, 1986, 169 p.
- Dany Gignoux, Jacques Berthet (photogr.) et Armand Brulhart et Françoise Nydegger (texte), Chers Pâquis : regards sur un quartier de Genève, Genève, Archigraphie, 1989, 90 p. (ISBN 2601001674)

- Dany Gignoux, Jean-François Luy, Jean-Bernard Sieber (photogr.) et Paléo Festival Nyon (texte), Colovray, Nyon, Paléo Festival, 1990, 159 p. (ISBN 2601001674)

- Christian Gavillet (texte) (photogr. Dany Gignoux), Jazz story, Lausanne, Mondoviva, 1990
- Yves le Floc'h (éd.) (photogr. Dany Gignoux), Montreux Jazz Festival, 1967-1996, Paris, Ed. du Chêne, 1996 (ISBN 2851089765)
- Linton Chiswick (photogr. Dany Gignoux), Milestones of jazz : a chronological history of jazz music in photographs, Godalming, Surrey, England, CLB, coll. « Berlitz Guia turistica », 1997, 136 p. (ISBN 9781858337647)
- Florence Hervé et Brigitte Mantilleri (photogr. Dany Gignoux et Carla Stackmann), Schweiz : Frauengeschichten - Frauengesichter, Dortmund, Ebersbach, 1998, 127 p. (ISBN 3931782263)
- Paléo Festival Nyon (photogr. Dany Gignoux), 25 ans la tête dans les étoiles, Nyon, Paléo Arts & Spectacle, 2000, 175 p.
- Dictionnaire historique de la Suisse, Hauterive, G. Attinger, 2002-2014 : 9 de ses photographies illustrent des articles[31]

- Pierre-Louis Chantre (texte) (photogr. Dany Gignoux), Paleo : au coeur de la légende, 1976-2005, Lausanne, Nyon, Favre, Association paléo arts & spectacles, 2005, 191 p. (ISBN 2828908801)
- Olivier Horner (réd.) (photogr. Dany Gignoux), La magie de l'éphémère : Paleo' Festival Nyon, Lausanne, Favre, 2010, 191 p. (ISBN 9782828911782)

- Arnaud Robert (texte) (photogr. Dany Gignoux), 50 summers of music : Montreux jazz festival, Paris, Montreux, Textuel, Montreux Jazz Festival, 2016, 391 p. (ISBN 9782845975545)

## Articles de presse
- Dominique Traversini, « Das Lötschental zwischen gestern und morgen », Neue Zürcher Zeitung, und schweizerisches Handelsblatt, no 242,‎ 1975, p. 69-71 (ISSN 0376-6829) (article sur la vallée du Lötschental dans le Valais)
- Dany Gignoux et Max Vaterlaus (photos), « Le Grand-Cachot-de-Vent conjugue passé et présent », Radio TV - Je vois tout, no 5,‎ 1970, p. 60-61 (lire en ligne) (Dany Gignoux signe le texte de l'article sur le lieu culturel du Grand-Cachot dans la vallée de la Brévine)
- Dany Gignoux, « Les potences de Liddes », Hebdo, no 37,‎ 1987, p. 60-61 (ISSN 1013-0691) (reportage photographique sur la boucherie en Bas-Valais)
- Dany Gignoux, « Die Trommelmeister von Burundi », Du die Zeitschrift der Kultur, no Vol. 57 (1),‎ 1997, p. 36 (ISSN 0012-6837) (photographies des tambourinaires du Burundi)
- Dany Gignoux, « Objectif : photo », Femmes suisses et le Mouvement féministe, no Vol. 88,‎ 1998, p. 10 (ISSN 0012-6837, lire en ligne, consulté le 9 août 2019)

- Dany Gignoux, « Airto Moreira », Du die Zeitschrift der Kultur, no Vol. 57 (1),‎ 1997, p. 46 (ISSN 0012-6837)

- Dany Gignoux, « Dewey Redman und Joe Lovano », Du die Zeitschrift der Kultur, no Vol. 58(7),‎ 1998, p. 37 (ISSN 0012-6837)

- « Genève au fil du temps avec la Bibliothèque de Genève », Tribune de Genève,‎ 8-9 juin 2019 (ISSN 1010-2248) (deux photographies de 1998 de l'écrivaine et journaliste Laurence Deonna dans son bureau et de la comédienne et metteuse en scène Anne Bisang)

## Affiches et publicité
- Nyon Folk Festival, 22-25 juillet 1982, Nyon, Paléo, 1982[32]
- Lionel Hampton Big Band, Grand Casino Genève, samedi 24 mai 86, Genève, Radio Plus, 1986[33]
- JazzOnze+, Festival Lausanne, Compagnie Linga & Olivier Clerc, Compagnie Nomades & Claude Tchamitchian, Peppermint Soda Quatuor, Irène Schweizer & Pierre Favre Duo, Paul Motian Electric be bop band & Steve Swallow, La Fanfare du Loup, Silvano Bazan Trio, Eddie Palmieri Group, Popol Lavanchy solo, Jean-François Bovard solo, Christophe Fellay, Lausanne, JazzOnze+, 1997[34]

## Illustrations de couvertures ou de pochettes de disques
Non exhaustif, par ordre de sortie
- Pure Getz (en) de Stan Getz (Concord Records, 1982), couverture

- Rhythm a ning (en) de Gil Evans avec le Big Band Lumière de Laurent Cugny (EmArcy, 1988), couverture

- Canaille, International women's festival of improvised music, Rote Fabrik Zürich, (Intakt Records, 1988), photographies[36]

- 12(+6) In a Row (en) de Paul Bley (hat ART (en), 1991), photographies

- Tell it like it is (Dis-toi que ça existe) (en) de Eddy Mitchell de Neville Brothers (Polydor, 1991), couverture

- L’heure bleue (en) de Franz Koglann, (hat ART (en), 1991), photographies

- The use of Memory de Franz Koglann, (hat ART (en), 1991), photographies

- Que Alegria (en) du John McLaughlin Trio, (Verve Records, Polygram Jazz, 1992), photographies

- A Night in Englewood de Paquito D’Rivera, (Messidor, 1994)

- Cheer Up (en) de Ray Anderson, Han Bennink et Christy Doran, (hat ART (en), 1995), photographies

- Live Around the World (en) de Miles Davis, (Warner Bros. Records, 1996), couverture et photographies dans livret

- Thingin’ (en) de Lee Konitz, Don Friedman et Attila Zoller, (hat ART (en), 1996), couverture

- Piazzolla & Amelita Baltar de Astor Piazzolla  et Amelita Baltar, (Bella Musica, 1998), couverture

- Lavin de Sylvie Courvoisier avec Lucas Niggli, (Intakt Records, 1999), photographies

- Rava, Magnoni, Allouche, Danielsson, Lazarevitch: Andata senza ritorno, (YVP Music, 1999), photographies

- Conversation de Michel et Tony Petrucciani, (Dreyfus Jazz, 2001), photographies dans livret
- Now Is Another Time (en) du David Murray Latin Big Band, (Justin Time Records Inc, 2003), couverture et livret[37]

- The Geneva Concert de Randy Brecker et Niels Lan Doky Trio, (in-akustik, 2007), photographies

- The Geneva Concert de Bob Berg et Niels Lan Doky Trio (in-akustik, 2007), photographies

- After Smith’s Hotel de Mike Westbrook Orchestra (en) (Mike Westbrook, 2015), dos

## Expositions
Non exhaustif, par date
- 1979 : 8 reporters photographes de Genève : Ralph Crane, Anne-Marie Grobet, Liliane de Toledo, Max Vaterlaus, Danny Gignoux, Alain Gassmann, Yannick Muller, Bernard Goldschmid. Galerie de photographie Jesus Moreno, Carouge« Archives de la Gazette de Lausanne et du Journal de Genève » (consulté le 9 août 2019)

- 1982 : Dix photographes de Genève, Union de Banques Suisse, Genève, mai-juin 1982. (Dany Gignoux figurent parmi les photographes exposés, au côté de Nicolas Bouvier et autres) « Archives de la Gazette de Lausanne et du Journal de Genève » (consulté le 6 août 2019)

- 1983 : Appareils d’hier, photographes d’aujourd’hui, Centre de l’habitat, Pfister meubles [Etoy]. (Dany Gignoux figurent parmi les photographes exposés, au côté de Nicolas Bouvier et autres) « Archives de la Gazette de Lausanne et du Journal de Genève » (consulté le 6 août 2019)
- 1986 : Églises de notre pays, pierres et gestes, Musée suisse d'appareils photographiques, Vevey. (Dany Gignoux figurent parmi les photographes exposés), voir l'article « Intéressante exposition à Vevey », sur scriptorium.bcu-lausanne.ch, Nouvelle revue de Lausanne, 12 avril 1986 (consulté le 5 août 2020)
- 1986 : Jazz photographies, Centre d’enseignement photographique professionnel (CEPP), Genève. (Dany Gignoux figurent parmi les photographes exposés)« Archives de la Gazette de Lausanne et du Journal de Genève » (consulté le 6 août 2019)[38]

- 1986 : Photographies de Dany Gignoux, Musée d’ethnographie, Genève. « Archives de la Gazette de Lausanne et du Journal de Genève » (consulté le 6 août 2019)

- 1988 : Dany Gignoux, Musée du Vieux Lavaux, Cully. Cully Jazz Festival « Archives de la Gazette de Lausanne et du Journal de Genève » (consulté le 6 août 2019)
- 1992 : Dany Gignoux, Photoforum PasquArt Bienne « Archives de la Gazette de Lausanne et du Journal de Genève » (consulté le 6 août 2019)
- 1994 : Dany Gignoux: Dizzy Gillespie, Nikon-Galerie, Zurich « E-periodica », Du, 1994 (consulté le 21 août 2019)

- 1994 : Miles Davis vu par Dany Gignoux, Galerie MISS. « Archives de la Gazette de Lausanne et du Journal de Genève » (consulté le 6 août 2019)

- 1999 : Exposition-vente des artistes et artisans de Plan-les-Ouates, invitée: Dany Gignoux photographe, Salle communale de Plan-les-Ouates, du 2 au 5 décembre 1999 , Plan-les-Ouates. « Collection suisse d'affiches » (consulté le 6 août 2019)
- 1999 : Le vin, la Fête ? Caveau des Temps modernes, Vevey. (Dany Gignoux figurent parmi les photographes exposés pour cette exposition qui a eu lieu durant la Fête des vignerons de 1999), voir l'article « Vevey, Caveau des "Temps modernes" », sur Scriptorium BCU Lausanne, Vevey Hebdo, 16 juillet 1999 (consulté le 5 août 2020)

- 2003 : Jazz : Dizzy and Miles 17 avril - 15 juin 2003, Musée de la photographie André Villers, Mougins (France) « photography-now.com » (consulté le 7 août 2019)

- 2011 : Les notes bleues, Dany Gignoux, photographe, 29 avril 2011, Salon du livre, ArtbyGenève, Genève « Jazzphone Swiss Jazz French Connection » (consulté le 7 août 2019) : dans le diaporama on voit la photographe Dany Gignoux et les photographies exposées pour le Salon du livre de Genève

- 2019 : Dizzy, Dany et les autres... le labo d'Ali Baba... le Fanfareduloup Orchestra révèle les trésors photographiques de Dany Gignoux, Saison 2018-2019, L'Alhambra, jeudi 7 et vendredi 8 mars 2019 , Genève « Collection suisse d'affiches » (consulté le 7 août 2019)[39]
- 2022 : Pure Gignoux ! : Dany Gignoux, une photographe au cœur de la musique, Bibliothèque de Genève, Couloir des coups d'œil, 17 janvier - 2 juillet 2022[40], exposition virtuelle[41]
- 2022 : 10 ans de Jazz sous les étoiles et les stars du jazz dans l'œil de Dany Gignoux, 15 juillet -  11 septembre 2022, Galerie du Raccard, Saint-Luc, Galerie 1 2 3, Genève[42]

## Distinctions
- 1984 : 2e prix de la revue Jazz et Nikon en photographie pour le concours intitulé "Nikon Meets Jazz"[43]
- 2020 : Membre d’honneur de la section des Photojournalistes suisses[21]

## Archives
Fonds d’atelier de Dany Gignoux (1967-2004) [Environ 139 000 supports photographiques, dont 9 000 négatifs noir/blanc sur support souple (soit probablement 60 000 images), 60 000 diapositives, 19 000 épreuves argentiques de travail tirées par l'auteur (soit 1 épreuve de travail pour les tirages, 1 épreuve pour les tirages grands format et multiples), 4 mètres linéaires d'archives personnelles, de manuscrits et de documentation créés par la photographe, 3 mètres linéaires d'imprimés (dont coupures de presse, gravures, posters), 2 mètres linéaires de livres, environ 200 bobines de négatifs non développées.].  Cote : CH-000007-9 CIG gig (2019 009). Genève : Centre d'iconographie de la Bibliothèque de Genève (présentation en ligne).
Les archives personnelles et les archives photographiques de l’atelier de Dany Gignoux photographe à Genève ont été acquises en 2019 par la Bibliothèque de Genève. Leur consultation est libre, sur rendez-vous, au Centre d'iconographie de la bibliothèque de Genève (CIG). Elles contiennent des photographies, des négatifs noir-blanc souples, des diapositives, des épreuves argentiques faites par Dany Gignoux, ainsi que les archives contenant des affiches, des imprimés, de la documentation, de la correspondance, des papiers personnels, des coupures de presse, des pièces comptables relatives à la photographe Dany Gignoux.